# Arne Thomas
Arne Thomas (* 7. April 1975 in Gießen) ist ein deutscher Chemiker und seit 2009 Professor für anorganische Chemie im Fachbereich Funktionsmaterialien an der TU Berlin.

## Leben
Thomas studierte Chemie an der Justus-Liebig-Universität Gießen, der Philipps-Universität Marburg und an der Heriot-Watt University in Edinburgh. Er promovierte 2004 bei Markus Antonietti am Max-Planck-Institut für Kolloid- und Grenzflächenforschung in Potsdam. Als Alexander von Humboldt-Stipendiat arbeitete er als Postdoktorand an der University of California, Santa Barbara. Mitte 2005 kehrte er als Gruppenleiter zurück an das Max-Planck-Institut für Kolloid- und Grenzflächenforschung. Seit 2019 ist er Sprecher des Exzellenzclusters Unifying Systems in Catalysis (UniSysCat).
Sein Hauptinteresse gilt der Synthese von hochporösen Funktionsmaterialien. Ziel ist es, die chemische Zusammensetzung und Struktur anorganischer-, organischer und sogenannter anorganisch-organischer Hybridmaterialien für jede spezielle Anwendung anzupassen bzw. einzustellen.

## Auszeichnungen (Auswahl)
Highly Cited Researcher (Clarivate Analytics) 2017, 2018, 2019, 2020 und 2022
- 2019 Hollow Materials Young Innovator Award
- 2011 ERC Starting Grant vom Europäischen Forschungsrat[5]
- 2011 Bayer Early Excellence in Science Award[6]

## Veröffentlichungen (Auswahl)
- N. Chaoui, M. Trunk, R. Dawson, J. Schmidt, A. Thomas: Trends and challenges for microporous polymers, Chem. Soc. Rev. 2017, 46, 3302–3321, doi:10.1039/C7CS00071E
- A. Thomas: Functional Materials: From Hard to Soft Porous Frameworks, Angew. Chem. Int. Ed. 2010, 49, 8328–8344, doi:10.1002/anie.201000167.
- P. Kuhn, M. Antonietti, A. Thomas: Porous, Covalent Triazine-Based Organic Frameworks Prepared by Ionothermal Synthesis, Angew. Chem. Int. Ed. 2008, 47, 3450–3453, doi:10.1002/anie.200705710